# Stylochaeton
Stylochaeton is een geslacht uit de aronskelkfamilie (Araceae). De soorten komen van nature voor in Afrika.

## Soorten
- Stylochaeton angolense Engl.
- Stylochaeton bogneri Mayo
- Stylochaeton borumense N.E.Br.
- Stylochaeton crassispathum Bogner
- Stylochaeton cuculliferum Peter
- Stylochaeton euryphyllum Mildbr.
- Stylochaeton grande N.E.Br.
- Stylochaeton hypogeum Lepr.
- Stylochaeton kornasii Malaisse & Bamps
- Stylochaeton lancifolium Kotschy & Peyr.
- Stylochaeton malaissei Bogner
- Stylochaeton milneanum Mayo
- Stylochaeton natalense Schott
- Stylochaeton oligocarpum Riedl.
- Stylochaeton pilosum Bogner
- Stylochaeton puberulum N.E.Br.
- Stylochaeton salaamicum N.E.Br.
- Stylochaeton shabaense Malaisse & Bamps
- Stylochaeton tortispathum Bogner & Haigh
- Stylochaeton zenkeri Engl -

... · 
Aglaonema · 
Alocasia · 
Amorphophallus · 
Anthurium · 
Arum (Aronskelk) · 
Caladium · 
Calla · 
Culcasia · 
Dieffenbachia · 
Dracunculus · 
Epipremnum · 
Gymnostachys · 
Helicodiceros · 
Lemna (Eendenkroos) · 
Monstera · 
Philodendron · 
Pistia · 
Scindapsus · 
Spathiphyllum (Lepelplant) · 
Spirodela · 
Wolffia · 
...